# 土库曼苏维埃社会主义共和国国旗
土庫曼蘇維埃社會主義共和國國旗（俄语：Флаг Туркменской ССР）是為蘇聯加盟共和國土庫曼蘇維埃社會主義共和國使用的國旗。第一版啟用於1930年代，而最後一個版本啟用於1953年8月1日。
最初的國旗與蘇聯國旗雷同，1937年起左上角先後改為國名拉丁字母和西里爾字母縮寫。最後一個版本仿照蘇聯國旗，中間有藍—紅—藍橫條。紅—藍—紅—藍—紅的比例為33.3+14.15+5+14.15+33.3。这两道蓝色横条分别象征阿姆河和里海。

## 各个版本

土库曼苏维埃社会主义共和国 (1925 - 1926)
土库曼苏维埃社会主义共和国 (1926 - 1937)
土库曼苏维埃社会主义共和国 (1937 - 1940)
土库曼苏维埃社会主义共和国 (1940 - 1953)
土库曼苏维埃社会主义共和国 (1953 - 1973)
土库曼苏维埃社会主义共和国 (1973 - 1991)

## 历史旗帜
- 1925年
- 1926年10月6日至1937年3月2日
- 1937年3月2日至1940年7月19日
- 1940年7月19日至1953年8月1日

- 1953年8月1日至1974年9月23日
- 1974年9月23日至1992年2月19日

### 国旗时间轴
|           |           |           |           |           |           |
| 1925–1926 | 1926–1937 | 1937–1940 | 1940–1953 | 1953–1973 | 1973–1992 |